# Ярхаби-Чукурак
Ярхаби-Чукурак (тадж. Ярхаби Чуқурак) — деха́ (сельский населённый пункт) в Раштском районе РРП Таджикистана. Входит в состав сельской общины (джамоата дехота) Хиджборак. Расстояние от села до центра района (пгт Гарм) — 18 км, до центра джамоата (село Хиджборак) — 8 км. Население — 173 человек (2017 г.), таджики. Население в основном занято сельским хозяйством (животноводство и растениводство). Земли орошаются главным образом водами горных источников.